# Нілтон (Вашингтон)
Нілтон (англ. Neilton) — переписна місцевість (CDP) в США, в окрузі Ґрейс-Гарбор штату Вашингтон. Населення — 299 осіб (2020).

## Географія
Нілтон розташований за координатами 47°24′11″ пн. ш. 123°52′42″ зх. д. / 47.40306° пн. ш. 123.87833° зх. д. (47.403121, -123.878202).  За даними Бюро перепису населення США в 2010 році переписна місцевість мала площу 25,04 км², уся площа — суходіл.

## Демографія
Згідно з переписом 2010 року, у переписній місцевості мешкало 315 осіб у 125 домогосподарствах у складі 83 родин. Густота населення становила 13 особи/км².  Було 141 помешкання (6/км²).
Расовий склад населення:
| - 80,3 % — білих - 6,3 % — корінних американців - 0,3 % — чорних або афроамериканців - 7,0 % — осіб інших рас |

До двох чи більше рас належало 6,0 %. Частка іспаномовних становила 19,4 % від усіх жителів.
За віковим діапазоном населення розподілялося таким чином: 22,9 % — особи молодші 18 років, 61,9 % — особи у віці 18—64 років, 15,2 % — особи у віці 65 років та старші. Медіана віку мешканця становила 40,4 року. На 100 осіб жіночої статі у переписній місцевості припадало 105,9 чоловіків;  на 100 жінок у віці від 18 років та старших — 100,8 чоловіків також старших 18 років.
Середній дохід на одне домашнє господарство  становив 45 857 доларів США (медіана — 52 031), а середній дохід на одну сім'ю — 47 915 доларів (медіана — 51 719). За межею бідності перебувало 21,5 % осіб, у тому числі 56,6 % дітей у віці до 18 років та 0,0 % осіб у віці 65 років та старших.
Цивільне працевлаштоване населення становило 148 осіб. Основні галузі зайнятості: освіта, охорона здоров'я та соціальна допомога — 31,8 %, мистецтво, розваги та відпочинок — 16,9 %, оптова торгівля — 11,5 %, роздрібна торгівля — 8,8 %.